# Куп
Куп (пол. Kup) — село в Польщі, у гміні Добжень-Великі Опольського повіту Опольського воєводства.
Населення — 1175 осіб (2011).

## Демографія
Демографічна структура станом на 31 березня 2011 року:
|          | Загалом | Допрацездатний вік | Працездатний вік | Постпрацездатний вік |
| -------- | ------- | ------------------ | ---------------- | -------------------- |
| Чоловіки | 553     | 89                 | 397              | 67                   |
| Жінки    | 622     | 92                 | 401              | 129                  |
| Разом    | 1175    | 181                | 798              | 196                  |